# Mathew Baker
Mathew Baker (* 1530; † 1613) war ein Mathematiker aus Cambridge und königlicher Schiffbaumeister unter Elisabeth I. Er gilt als erster Schiffbaumeister, der exakte Berechnungen und Pläne erstellte.
Baker, Sohn des Schiffbaumeisters James Baker, erhielt den Titel des Schiffbaumeisters (eng. Master Shipwright) im Jahr 1572. Er baute unter anderen die Vanguard, die Merhonour und die Revenge (1577), die später Francis Drake als Flaggschiff diente. Sein Hauptwerk Fragments of Ancient Shipwrightery (1586) gilt als wegweisend für den Schiffbau des 16. Jahrhunderts und 17. Jahrhunderts. Weiterhin machte er sich um den Wiederaufbau der englischen Flotte zum Kampf gegen die spanische Armada verdient.
Anders als seine Vorgänger orientierte er sich nicht nur an mündlichen Überlieferungen, sondern arbeitete mit den Seefahrern und Kaperkapitänen Francis Drake, Martin Frobisher und Charles Howard zusammen. Er entschloss sich, kleinere leicht bewaffnete Schiffe (Galeonen) zu bauen, die dafür aber eine hohe Wendigkeit und Geschwindigkeit besaßen. Mit neu entwickelten Geschützen und dem militärischen Können des inzwischen zum Vizeadmiral beförderten Sir Francis Drake ermöglichte dies dem englischen Flottenkommando 1588, die spanische Armada zum Rückzug in nördliche Seegebiete zu zwingen.